# Formule Rand
Au Canada, la formule Rand est une mesure législative ou une clause de convention collective permettant à un syndicat qui représente les salariés compris dans une unité de négociation d'exiger que l'employeur prélève à la source les cotisations syndicales payables de manière obligatoire par l'ensemble des salariés membres de cette unité d'accréditation, même ceux qui ne font pas partie du syndicat.

## Cadre légal
Les lois sur les relations du travail au Canada et aux États-Unis accordent généralement l'exclusivité de la représentation des salariés compris dans une unité de négociation à un syndicat s'il obtient l'appui de la majorité absolue de ces salariés. Dans la situation où une majorité de travailleurs refuserait d'appuyer un syndicat ou encore si deux (ou trois) syndicats se font la lutte pour obtenir l'appui des travailleurs et qu'aucun d'entre eux n'arrive à franchir le cap des 50 % + 1, il n'y a pas, sauf exception, de représentation syndicale en ce qui a trait à cette unité de négociation.
À défaut d'appartenir à une unité de négociation pour laquelle un syndicat a obtenu l'appui de la majorité absolue, il n'y a aucune représentation collective des travailleurs auprès de l'employeur. Ce dernier est libre d'établir les salaires et autres conditions de travail à sa convenance; il doit cependant se conformer aux lois sur les normes minimales d'emploi applicables. Il n'y a pas de comité d'entreprise ou de comité paritaire employeur-employés prévu par la loi et il n'y a que peu de secteurs de l'économie où existent des contrats sectoriels négociés entre des associations patronales et des regroupements syndicaux représentant des travailleurs s'appliquant à l'ensemble des entreprises de ce secteur.

## Histoire
À l'issue de la Seconde Guerre mondiale, plusieurs employeurs prétextant la fin de la guerre voulurent revenir aux conditions de travail d'avant-guerre quand les ouvriers étaient incapables de se syndiquer.
En 1945-1946, les dix-sept mille travailleurs de Ford à Windsor font une grève et c'est le juge Ivan Rand qui, agissant comme arbitre, tranchera le litige entre patron et employés. Un élément central de sa décision a été le précompte obligatoire des cotisations syndicales, c'est-à-dire que l'employeur est tenu de prélever sur le salaire des employés une somme égale au montant de la cotisation et remettre cette somme au syndicat. Ce précompte s'applique non seulement aux travailleurs membres du syndicat mais à l'ensemble des personnes bénéficiant de la convention collective.
Selon le juge Rand, puisque l'ensemble des gens tirent bénéfice des conditions négociées par le syndicat, tous ceux qui sont couverts par le contrat de travail (unité d'accréditation) doivent verser leur cotisation. Le corollaire de cette décision c'est qu'une personne qui ne signe pas sa carte d'adhésion n'est pas membre du syndicat mais devra quand même payer la cotisation parce que le syndicat lui a obtenu des avantages.

## Question de la liberté d'association
La formule Rand s'applique à tous les employés, qu'ils soient syndiqués ou non. La Cour suprême du Canada a statué que la liberté d'association n'est pas infirmée par la formule Rand. En 1991 dans la décision Lavigne, les juges de la Cour ont jugé dans divers motifs concordants que si la formule Rand a violé l'article 2 (d), il pourrait être justifiée en vertu de l'article 1 de la Charte canadienne des droits et libertés.

## Sources
- Syndicat des douanes et accises du Canada
- Civilisations.ca - Histoire du mouvement ouvrier au Canada
- (en) Texte en anglais sur la grève 1945-1946 chez Ford à Windsor